# Conte di Loudoun
Conte di Loudoun (pronunciato "Looden") è un titolo nobiliare della Parìa di Scozia e deve il suo nome a Loudoun, nell'Ayrshire.

## Storia
Esso venne creato nel 1633 per John Campbell, II lord Campbell di Loudoun, assieme al titolo sussidiario di Lord Tarrinzean e Mauchline. La moglie del primo conte, Margaret, era nipote ed erede di Hugh Campbell, che era stato creato Lord Campbell di Loudoun; egli si dimise dal proprio titolo in favore del nipote acquisito, successivamente creato conte.
La VI contessa sposò il II conte di Moira, che venne successivamente creato marchese di Hastings, titolo che rimase anche ai successivi tre conti. Ad ogni modo, con la morte del IV marchese, il marchesato si estinse ma la contea passò alla figlia primogenita del II marchese.
L'erede apparente del conte in carica usa il titolo di cortesia di Lord Mauchline.

## Lords Campbell di Loudoun (1601)
- Hugh Campbell, I lord Campbell di Loudoun (m. 1622) (rinunciò al titolo in favore del nipote acquisito c. 1619)
- John Campbell, II lord Campbell di Loudoun (1598–1662) (creato Conte di Loudoun nel 1633)

## Conti di Loudoun (1633)

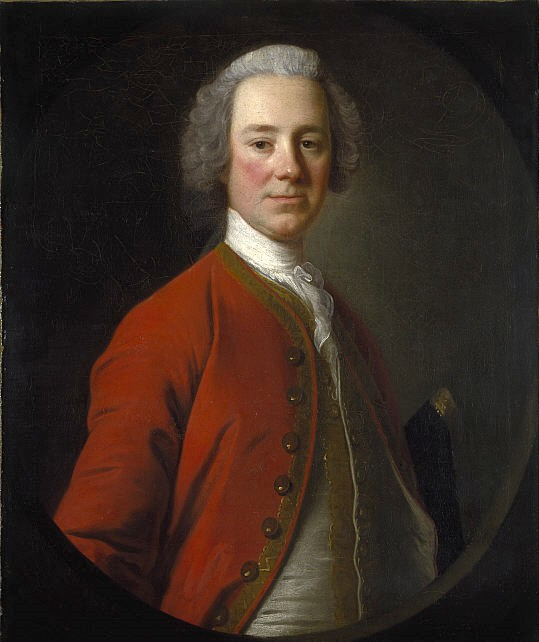
Ritratto di John Campbell, IV conte di Loudoun

- John Campbell, I conte di Loudoun (1598–1662)
- James Campbell, II conte di Loudoun (m. 1684)
- Hugh Campbell, III conte di Loudoun (m. 1731)
- John Campbell, IV conte di Loudoun (1705–1782)
- James Mure-Campbell, V conte di Loudoun (1726–1786)
- Flora Mure-Campbell, VI contessa di Loudoun (1780–1840)
- George Augustus Francis Rawdon-Hastings, II marchese di Hastings, VII conte di Loudoun (1808–1844)
- Paulyn Reginald Serlo Rawdon-Hastings, III marchese di Hastings, VIII conte di Loudoun (1832–1851)
- Henry Weysford Charles Plantagenet Rawdon-Hastings, IV marchese di Hastings, IX conte di Loudoun (1842–1868)
- Edith Maud Rawdon-Hastings, X contessa di Loudoun (1833–1874)
- Charles Edward Rawdon-Hastings, XI conte di Loudoun (1855–1920)
- Edith Maud Abney-Hastings, XII contessa di Loudoun (1883–1960)
- Barbara Huddleston Abney-Hastings, XIII contessa di Loudoun (1919–2002)
- Michael Abney-Hastings, XIV conte di Loudoun (1942–2012)[1]
- Simon Michael Abney-Hastings, XV conte di Loudoun (n. 1974)

L'erede presunto dell'attuale detentore del titolo è suo fratello, Marcus William Abney-Hastings (n. 1981).